# Tekke Halveti
Le Tekke Halveti ou Teqe Halveti (en albanais : Teqeja e Helvetive) est un monument culturel d'Albanie, situé dans la vieille ville de Berat, classée au Patrimoine mondial de l'UNESCO. Le teqe (cemevi en turc), équivalent des couvents chrétiens, a été construit en 1782 par Ahmet Kurt Pacha et appartenait à l'ordre soufie Khalwati.